# Écumoire

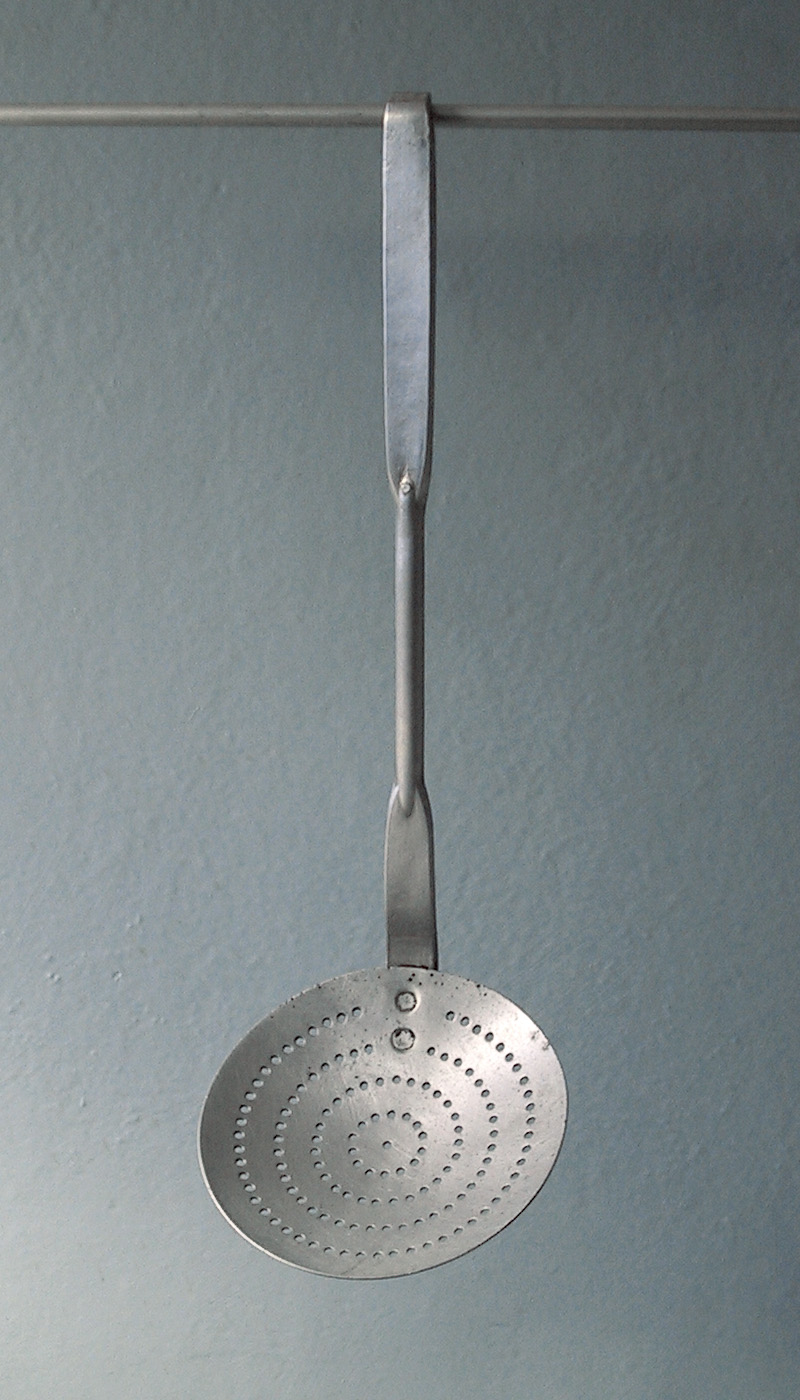
Écumoire en aluminium.

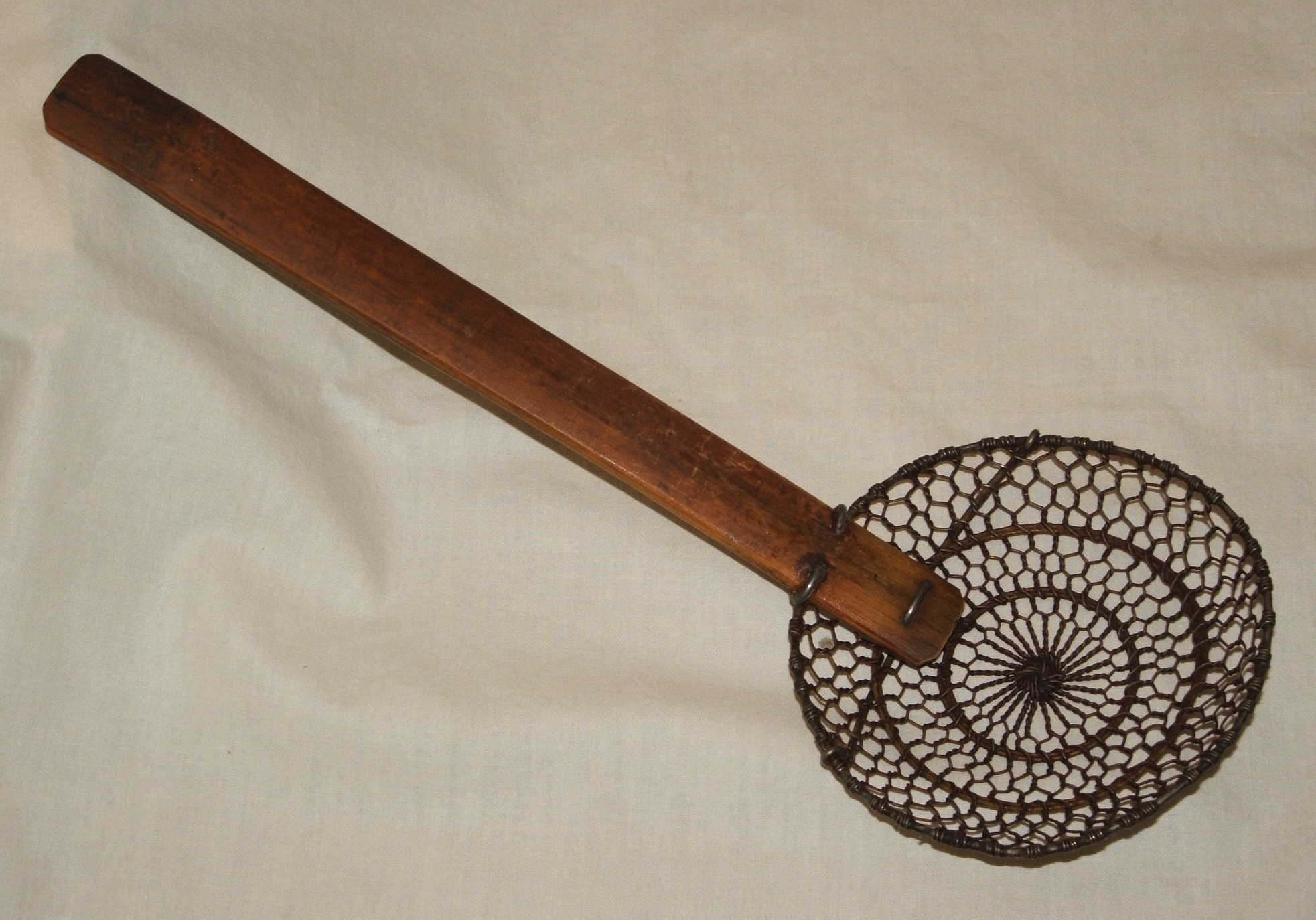
Écumoire chinoise.

Une écumoire est un ustensile de cuisine en forme de large cuillère, plate ou creuse, criblée de petits trous.
L'écumoire est traditionnellement accrochée à l'égouttoir avec la louche. Elle fait partie de la batterie de cuisine.

## Étymologie
D'abord écrit escumoir, et on le trouve sous cette forme dès 1333, il vient de l'action d'écumer, débarrasser de l'écume, des impuretés. Le mot écumoire est féminin.

## Typologie
On peut notamment citer :
- l'écumoire à bouillon, sauces, etc., servant à enlever l'écume en surface ; elle est ronde et très plate ;
- l'écumoire à légumes, pour aller les prendre au fond de la marmite, plus en forme de louche ;
- l'écumoire à confiture, rectangulaire ;
- l'écumoire à cotriade, pour servir le poisson ;
- l'écumoire utilisée pour filtrer les gros morceaux, avant le passage du liquide dans un drain (piscine, évier).

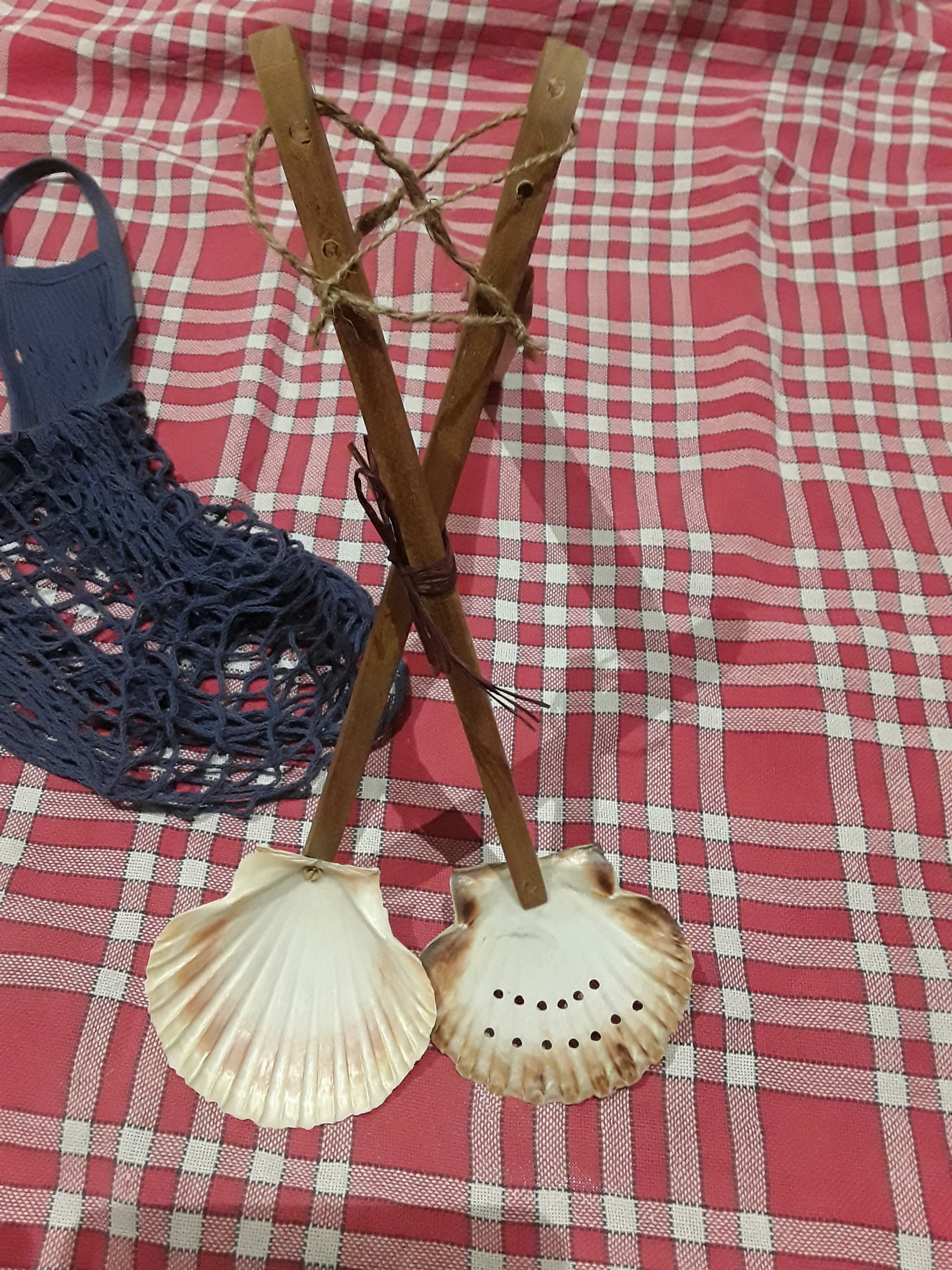
Écumoire et louche de marin breton pour servir une cotriade.

## Histoire
Selon E. de Saint-Denis, Pline recommandait d'utiliser des plumes d'oiseaux pour écumer. 
L'écumoire (trua en latin) est l'un des rares instruments de cuisine qui n'est, curieusement, pas cité dans les recettes du De re coquinaria, nom d'une compilation de recettes culinaires réputée dater de l'empire romain, en dix livres, constituée à la fin du IVe siècle.
Elle a d'abord été en fer battu étamé, puis en fer émaillé, en cuivre non étamé, puis en aluminium et même en inox, en faïence, en verre pour servir des desserts ou en coquille Saint-Jacques pour servir la cotriade (cf. illustration).

## Dans le monde
- En Chine, l’écumoire ayant de grosses mailles, car servant principalement à prélever de gros morceaux hors d'un bouillon, est aussi appelée spider en anglais, car les mailles rappellent une toile d'araignée.
- Au Japon, l'écumoire a plutôt des mailles fines, car elle sert principalement à retirer tous les morceaux non désirés dans un liquide ou une friture.